# Elateriformia
Elateriformia là một cận bộ bọ cánh cứng của phân bộ polyphaga. Hai họ lớn trong nhóm này là Buprestidae với khoảng 15000 loài đã được miêu tả và bổ củi với khoảng 10.000 loài đã được miêu tả.

## Hình ảnh

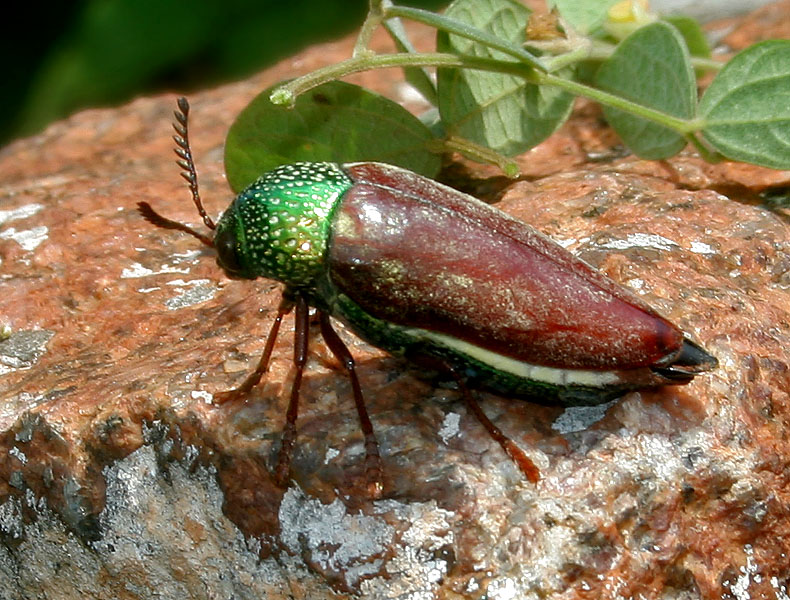
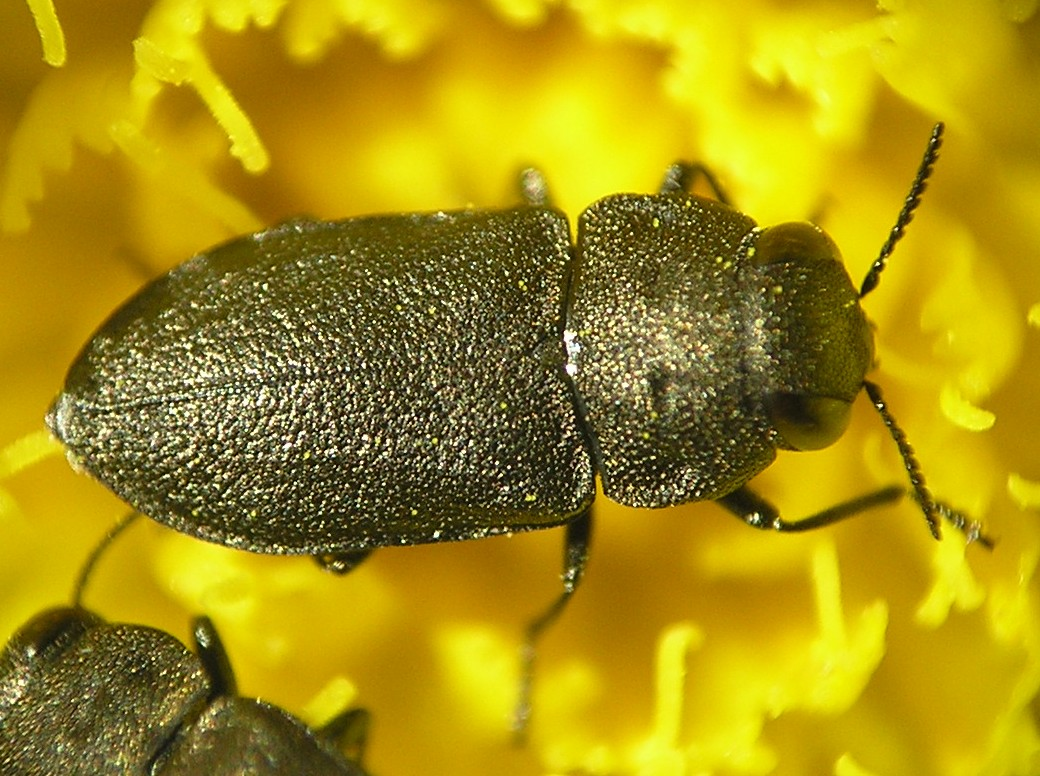

## Phân loại
Có 5 liên họ trong cận bộ này:
- Buprestoidea
- Byrrhoidea
- Dascilloidea
- Elateroidea
- Scirtoidea